# 鹿児島県特別支援学校一覧
| 総数                         | 17校               |
| 国立                         | 1校                |
| 公立                         | 16校               |
| 私立                         | なし               |
| 教育委員会所在地             | 〒890-8577         |
| 鹿児島県鹿児島市鴨池新町10-1 |                    |
| 公式サイト                   | 鹿児島県教育委員会 |

鹿児島県特別支援学校（かごしまけんとくべつしえんがっこう）は、鹿児島県の特別支援学校の一覧。

## 国立特別支援学校
- 鹿児島大学教育学部附属特別支援学校

## 特別支援学校（知的障害、肢体不自由、病弱教育）
鹿児島高等特別支援学校（2012年度開校）と鹿児島南特別支援学校（2023年度開校）以外の知的障害、肢体不自由、病弱教育のための特別支援学校は、2022年度まで「養護学校」と称していた。
現行の特別支援学校制度は2007年度に導入された。鹿児島県教育委員会でも「養護学校」から「特別支援学校」への校名変更が検討されたものの、当初は「特別支援という言葉に馴染みがない」という理由で実施されなかった。2021年1月に鹿児島県教育委員会へ校名変更を求める約9,000人の署名が提出された。これを受けて同年夏に県内養護学校の保護者を対象にアンケート調査を実施した結果、9割が校名変更を希望したため、鹿児島南特別支援学校の開校に合わせて2023年度に養護学校から特別支援学校へ改称されることになった。なお「聾学校」「盲学校」は卒業生から「聾」「盲」の使用継続を希望する声が多かったため、2023年度時点でも改称されない。

### 鹿児島市
- 鹿児島県立鹿児島高等特別支援学校
- 鹿児島県立鹿児島特別支援学校
- 鹿児島県立武岡台特別支援学校
- 鹿児島県立鹿児島南特別支援学校 - 2022年7月21日設置（条例上）、2023年4月1日開校[1][4][5]。

### 指宿市
- 鹿児島県立指宿特別支援学校

### 南さつま市
- 鹿児島県立南薩特別支援学校

### いちき串木野市
- 鹿児島県立串木野特別支援学校

### 出水市
- 鹿児島県立出水特別支援学校

### 霧島市
- 鹿児島県立牧之原特別支援学校

### 鹿屋市
- 鹿児島県立鹿屋特別支援学校

### 姶良市
- 鹿児島県立加治木特別支援学校

### 中種子町
- 鹿児島県立中種子特別支援学校

### 龍郷町
- 鹿児島県立大島特別支援学校

## 特別支援学校（視覚障害）

### 鹿児島市
- 鹿児島県立鹿児島盲学校

## 特別支援学校（聴覚障害）

### 鹿児島市
- 鹿児島県立鹿児島聾学校

## 設置予定の特別支援学校
- 校名未決定（志布志市立伊﨑田小学校・中学校敷地、2028年開校予定[6]）
- 校名未決定（伊佐市立大口南中学校跡地、2029年開校予定[7]）

## 廃止された特別支援学校
- 鹿児島県立桜丘養護学校（2023年[1]）
- 鹿児島県立皆与志特別支援学校（2024年[8]）

## リンク
- 鹿児島県教育委員会